# Ferrovia Narbona-Portbou
La ferrovia Narbona-Portbou (in francese Ligne de Narbonne à Port-Bou (frontière)) è un'importante linea ferroviaria posta nel sud-ovest della Francia. Servendo importanti città, quali Narbona, Perpignano, Rivesaltes, Cerbère e Portbou. La linea ferroviaria attraversa il Tunnel dei Pirenei (Tunnel des Balitres) e valica il confine franco-Spagnolo nei pressi di Cerbère, congiungendosi con la RENFE nella stazione di Portbou.

## Storia
La ferrovia da Narbonne a Perpignan è stata concessa con decreto del 24 agosto 1852; a seguito dell'accordo del 24 agosto 1852 stipulato con il Ministro dei lavori pubblici questa concessione diede vita alla Compagnie des chemins de fer du Midi et du Canal latéral à la Garonne. 
Per lo Stato, l'interesse di questa linea era in particolare quello di consentire relazioni con Barcellona e la Catalogna, la località di Perpignan e i forti del Rossiglione, gli stabilimenti termali dei Pirenei orientali e Port-Vendres che, essendo più vicino di Tolone alla costa algerina, poteva sviluppare i propri traffici portuali. Nel 1855 fu approvato quasi l'intero tracciato, che permise l'apertura di cantieri. I lavori videro la realizzazione di importanti terrapieni e alcune strutture ingegneristiche, in particolare ponti. Il maltempo ritardò la costruzione di quelle di La Nouvelle, di Rivesaltes e dell'Agly, non permettendo l'apertura della linea come previsto nel dicembre 1857 ma solo il 20 febbraio 1858 per i 58 chilometri del tratto da Narbonne alla stazione provvisoria di Vernet dove venne stabilito un capolinea temporaneo sulla riva sinistra del Têt e venne istituito un servizio omnibus per trasportare i viaggiatori dalla stazione provvisoria di Vernet al centro della città di Perpignan.
Il prolungamento della linea fino a Perpignan, sulla riva destra del fiume Têt venne inaugurato il 12 luglio 1858. La stazione localizzata vicino al ponte sul fiume Têt, ma su un punto alto per evitare i rischi dovuti allo straripamento del fiume, e all'esterno delle fortificazioni militari, a 500 metri dai limiti fortificati della parte ovest della città. La stazione temporanea di Vernet, situata in una zona alluvionale venne dismessa.
| Tratto                       | Attivazione      | Attivazione |
| ---------------------------- | ---------------- | ----------- |
| Narbona-Vernet               | 20 febbraio 1858 |             |
| Vernet-Perpignano            | 12 luglio 1858   |             |
| Perpignano-Collioure         | 21 marzo 1866    |             |
| Collioure-Port-Vendres-Ville | 18 agosto 1867   |             |
| Port-Vendres-Banyuls-sur-Mer | 14 agosto 1875   |             |
| Banyuls-Portbou              | 9 ottobre 1878   |             |
| Manuale                      |                  |             |

Il prolungamento da Perpignan a Port-Vendres venne concesso alla Compagnie du Midi in seguito un accordo firmato tra il Ministro Segretario di Stato presso il Dipartimento dell'Agricoltura, del Commercio e dei Lavori Pubblici e la compagnia il 22 dicembre 1859. La convenzione era stata approvata con decreto 11 giugno 1859. Questo tratto fu dichiarato di pubblica utilità e la concessione fu dichiarata definitiva con decreto imperiale del 16 gennaio 1861. Lo Stato, ritenendo questa linea strategica, decise di prendersi carico dei costi dell'infrastruttura e i suoi lavori iniziarono nel 1861.
Un decreto dell'11 giugno 1863 affidò la costruzione alla Compagnie du Midi, concedendole un sussidio di nove milioni di franchi, ma fù lo Stato a portare avanti i lavori fino alla loro ultimazione, versando all'impresa le somme necessarie man mano che i lavori procedevano. Il primo tratto verso Collioure comprende diverse strutture importanti come il tunnel, lungo più di cinquecento metri, situato poco prima della stazione di Collioure, ma è stato l’attraversamento del Tech a creare i maggiori problemi. Gli ingegneri statali progettarono un viadotto in muratura composto da diciassette arcate, larghe dai dieci ai venti metri, poggiate su piloni situati nel letto del fiume, ma il fondo fangoso rendeva difficoltosa la costruzione delle fondazioni, al punto da indurre l'appaltatore, responsabile di questo progetto, a rescindere il suo contratto. L'Azienda si fece carico di questo attraversamento modificando la struttura sostituita da un ponte in ferro formato da soli tre pilastri in muratura, che sostengono quattro campate metalliche lunghe 40 metri. A causa di questo problema, la previsione di un'apertura nell'autunno del 1865 non poté essere mantenuta perché i lavori furono completati solo nel febbraio 1866. Quando fu messa in funzione, il 21 marzo 1866, la sezione aveva due stazioni: Elne e Argelès, e una sosta al Palau-del-Vidre. I treni raggiunsero Port-Vendres-Ville il 18 agosto 1867.
Il 14 giugno 1861, un decreto imperiale dichiarava di pubblica utilità la linea tra Port-Vendres e la frontiera spagnola1. La realizzazione venne concessa alla Compagnie des chemins de fer du Midi et du Canal latéral à la Garonne in base ad una convenzione firmata tra il Ministro dell'Agricoltura, del Commercio e dei Lavori Pubblici e la società il 1° maggio 1863. La convenzione è stata ratificata con decreto l'11 giugno 1863.
I binari furono messi in servizio fino a Banyuls il 14 agosto 1875. Infine, Port-Bou fu raggiunta il 23 gennaio 1878. Nel tunnel tra Cerbère e Port-Bou, esistono due linee distinte: una a scartamento normale utilizzata dai treni francesi che terminano la loro corsa a Port-Bou, e una scartamento largo che consente ai treni spagnoli di arrivare a Cerbère. Il funzionamento della sezione internazionale è stato inizialmente gestito da accordi franco-spagnoli provvisori. Un accordo definitivo fu firmato il 20 luglio 1882, ratificato con legge il 12 luglio 1883 e promulgato con decreto il 31 agosto 1883.
Il progetto per realizzare una doppio binario tra Narbonne e Mandirac fu trasmesso al Ministro dei Lavori Pubblici il 6 aprile 1877, ricevendo parere favorevole. La linea venne progressivamente dotata di doppio binario per tutta la sua lunghezza nel 1883.
Prima del primo conflitto mondiale, il tratto tra Banyuls e Cerbère era regolato con blocco manuale Regnault. Il resto della linea gestito in blocco telefonico.
Nel 1961 la gestione del traffico ferroviario della linea fu dotata su tutta la sua lunghezza di blocco manuale standardizzato Sud-Est, progressivamente sostituito dal 1976 al 1982 da blocco luminoso automatico. Il 18 settembre 1981 la linea fu elettrificata in corrente continua a 1500 Volt tra Narbonne ed Elne, poi il 29 aprile 1982 fino a Port-Bou.
Elettrificazione a 1.500 Volt CC e segnalazione automatica di tipo blocco luminoso (BAL) datano dal 23 settembre 1981 per la prima tratta da Narbonne a Elne, e dal 29 aprile 1982 per la seconda da Elne a Port-Bou. Il progetto fu sviluppato negli anni trenta dalla Compagnie du Midi, ma l'esecuzione dell'opera fu ritardata in seguito alle guerre, e iniziò alla fine degli anni settanta, dopo la crisi petrolifera del 1973.

## Percorso
| Continuation backward |

| Station on track |

|  | Unknown route-map component "CONTgq" | Unknown route-map component "ABZgr" |  |  |

|  | Unknown route-map component "CONTgq" | Junction both to and from right |  |  |

| Unknown route-map component "SKRZ-Au" |

| Unknown route-map component "eHST" |

| Unknown route-map component "eBHF" |

|  | Unknown route-map component "ABZg+l" | Unknown route-map component "KDSTeq" |

| Small bridge over water |

| Station on track |

| Small bridge over water |

| Unknown route-map component "eHST" |

| Station on track |

| Unknown route-map component "eBHF" |

| Station on track |

|  | Unknown route-map component "KDSTaq" | Unknown route-map component "ABZgr" |  |  |

| Unknown route-map component "SKRZ-Au" |

| Small bridge over water |

| Unknown route-map component "hKRZWae" |

| Unknown route-map component "CONTgq" | Unknown route-map component "ABZg+r" |  |

| Station on track |

| Unknown route-map component "SKRZ-Au" |

| Unknown route-map component "hKRZWae" |

| Station on track |

| Small bridge over water |

|  | Unknown route-map component "CONTgq" | Unknown route-map component "ABZgr" |  |  |

| Small bridge over water |

| Unknown route-map component "eHST" |

| Station on track |

| Small bridge over water |

|  | Unknown route-map component "CONTgq" | Unknown route-map component "ABZgr" |  |  |

| Unknown route-map component "hKRZWae" |

| Unknown route-map component "eBHF" |

| Small bridge over water |

| Unknown route-map component "hKRZWae" |

| Station on track |

| Unknown route-map component "eHST" |

| Unknown route-map component "hKRZWae" |

| Enter and exit tunnel |

| Station on track |

| Small bridge over water |

| Enter and exit tunnel |

| Station on track |

|  | Unknown route-map component "STR+l" | Unknown route-map component "ABZgr" |  |  |

|  | Enter and exit tunnel | Enter and exit short tunnel |  |  |

|  | One way leftward | Unknown route-map component "KRZo" | Unknown route-map component "STR+r" |  |

|  |  | Straight track | Unknown route-map component "eKDSTe" |  |

| Enter and exit tunnel |

| Unknown route-map component "eHST" |

| Small bridge over water |

| Enter and exit tunnel |

| Enter and exit short tunnel |

| Station on track |

| Small bridge over water |

| Enter and exit tunnel |

| Enter and exit short tunnel |

| Station on track |

|  | Unknown route-map component "KDSTaq" | Junction both to and from right |  |  |

| Small bridge over water |

| Unknown route-map component "tSTRa" |

| Unknown route-map component "tZOLL" |

| Unknown route-map component "tSTRe" |

|  | Unknown route-map component "KDSTaq" | Unknown route-map component "ABZgr" |  |  |

| Station on track |

| 510+700 |
| 166+4xx |

| Continuation forward |

All'uscita della stazione di Narbonne, la linea supera il ponte sul canale Robine parallelamente alle linee Narbonne-Bize e Bordeaux-Saint-Jean - Sète-Ville da cui si stacca poco dopo dirigendo verso sud, addentrandosi poi in zone basse e paludose, aggirando a est lo stagno di Bages-Sigean e attraversando poi, per circa 20km una zona con grandi laghi, dove, in strette strisce di terra, la linea ferroviaria é sola in mezzo all'acqua, prima di arrivare a Port-la-Nouvelle. La linea, realizzata su terrapieni, segue ora la fascia costiera, ma ritorna a circolare vicino ai grandi laghi che in francese chiamano stagni e, dopo aver servito la stazione di Leucate-La Franqui e aver superato il limite tra i dipartimenti dell'Aude e dei Pirenei orientali segue un tracciato parallelo all'autostrada A9 dalla quale devia leggermente poco prima di raggiungere la stazione di Salses. Poi si dirige più a ovest, passa sotto l'autostrada e attraversa i fiumi Reboul e Agly prima di arrivare alla stazione di Rivesaltes e al nodo della linea da Carcassonne a Rivesaltes. Aggirando la città da est, si dirige nuovamente a sud, passa nuovamente sotto l'autostrada, attraversa il Têt e arriva alla stazione di Perpignan.
Dopo aver aggirato la città di Perpignan a ovest, la linea si dirige verso sud-ovest per attraversare la pianura alluvionale, spesso su terrapieni, attraversando il Réart su un ponte a cinque arcate, passando vicino a Corneilla-del-Vercol e arriva alla stazione di Elne, a ovest della città. Parallelamente alla linea Elne-Arles-sur-Tech, attraversa il canale dell'Elne e arriva a Tech che attraversa su un ponte metallico dotato di due binari incastrati l'uno all'interno dell'altro. Il ponte crollò durante un'alluvione nel 1940 durante la seconda guerra mondiale e per mancanza di fondi si adottò questa originale sistemazione per ricostruirlo. Il ponte è a binario unico ma non dispone di un dispositivo di scambio per gestire il passaggio dei treni in base alla direzione. Dopo questo ponte, la linea, in un tratto rettilineo, attraversa i fiumi Riverette e Massane su viadotti, prima di arrivare alla stazione di Argelès-sur-Mer. 
La linea poi attraverso una serie di trincee e terrapieni raggiunge la costa, su una cengia ai piedi del massiccio dell'Albères, e, attraversata un'insenatura tramite il viadotto Ravanel e attraversa il tunnel della Croix-de-Force prima di arrivare alla stazione di Collioure. In questo tratto le pendenze non superano il 5‰.
Il resto del percorso si sviluppa attraverso i rilievi pirenaici protesi in un promontorio nel mare. All'uscita della stazione di Collioure, la linea, tramite una leggera rampa, raggiunge l'imbocco del tunnel, 842 metri scavato sotto il Forte Saint-Elme, per poi congiungersi alla stazione di Port-Vendres-Ville, da dove un bivio porta a Port-Vendres-Quais. 

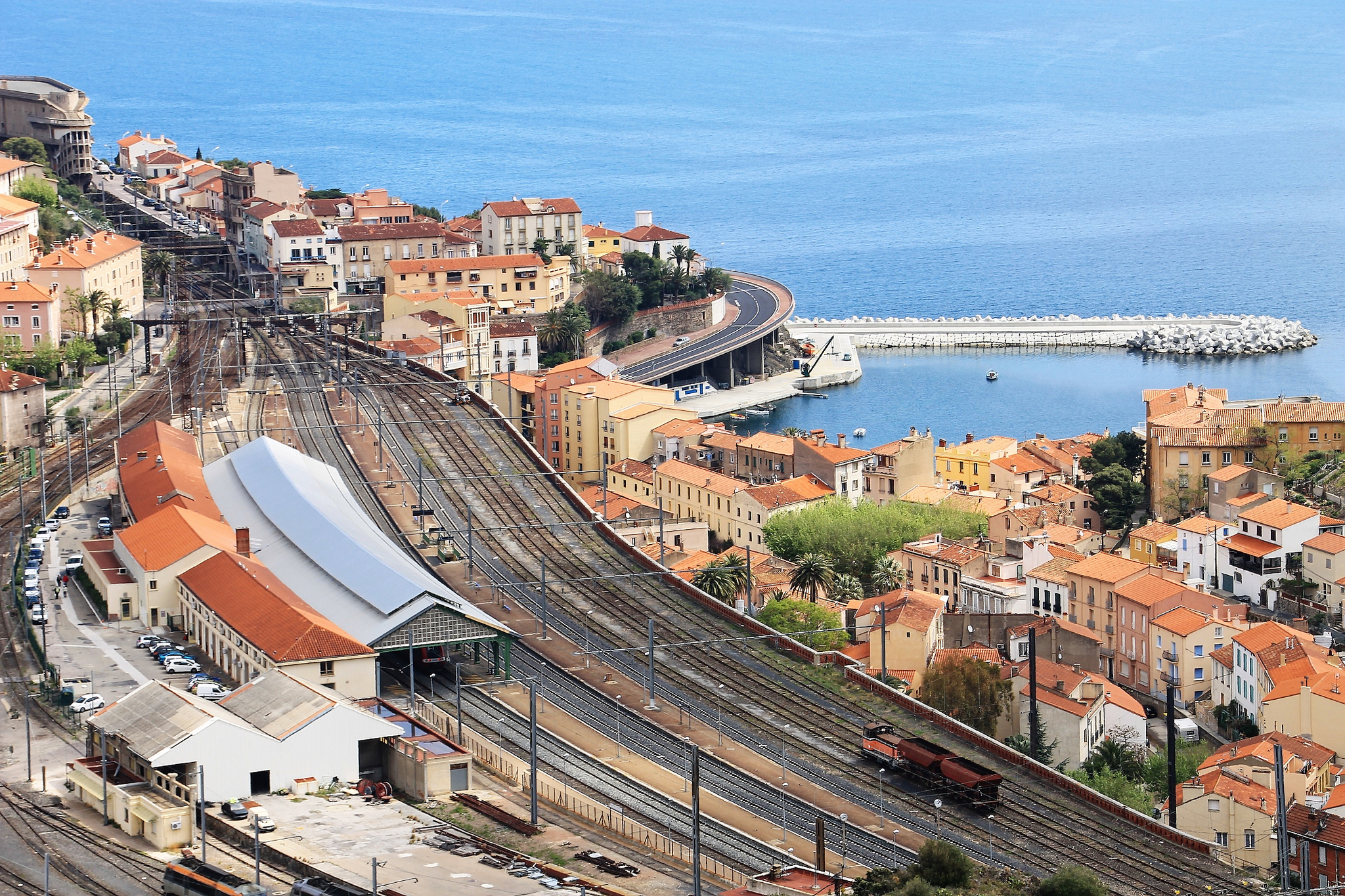
La Stazione di Cerbère

Il tratto successivo attraversa il tunnel Las Portas, lungo 404 m, attraversa il viadotto Cosprons poi i tunnel Perternère e Las Elmes lunghi rispettivamente 397 e 84 metri prima di raggiungere la stazione di Banyuls-sur-Mer. 
La linea poi aggira la stazione verso ovest, attraversa il torrente Baillaury, poi i tunnel Peyrefitte e Canadeils, lunghi rispettivamente 1.231 e 96 metri prima di raggiungere la stazione di confine di Cerbère e il suo complesso ferroviario con binari a scartamento normale della rete francese e della scartamento largo della rete spagnola. Un'officina per il cambio degli assi consente ai carri merci di spostarsi da una rete all'altra. Poi la linea, parallela alla linea spagnola, attraversa il tunnel di Balitres, lungo 1.064 metri, al centro del quale passa la frontiera franco-spagnola e sbuca in Spagna, per raggiungere la stazione di Portbou dove si trova la fine del binario a scartamento normale.

## Limiti di velocità
Limiti di velocità della linea nel 2012 per treni TGV, AGC, Z2, V 160 o X 72500; alcune categorie di treni, come i treni merci, hanno limiti inferiori:
| Da (PK)   | A (PK)    | Limite (km/h) |
| --------- | --------- | ------------- |
| Narbonne  | Perpignan | 150           |
| Perpignan | Collioure | 140           |
| Collioure | Cerbère   | 100           |
| Cerbère   | Port-Bou  | 40            |

## Traffico
Anche se il capolinea della linea è Portbou, la maggior parte dei treni ha il capolinea nella stazione di confine di Cerbère. Questo è il caso dei treni TER in arrivo da Tolosa e Avignone. Le stazioni principali della linea sono Perpignan e Narbonne. La stazione di Cerbère è importante anche perché costituisce il capolinea di diversi treni circolanti sulla linea.
La linea è utilizzata principalmente dal TER Occitanie, che collega principalmente Narbonne o Perpignan a Cerbère e Portbou. Circolano anche i TGV da Parigi-Lione a Perpignan; gli Intercités notturni Parigi-Austerlitz – Cerbère. A ciò si aggiungono i treni merci che circolano tra Perpignan/Narbona/Marsiglia/Bordeaux/Tolosa e la Spagna.
La linea fa parte del Corridoio Mediterraneo da Valencia a Budapest e nel 2018 è stata dotata del livello ETCS 1. In seguito alla messa in servizio della linea LGV per Barcellona a partire dal dicembre 2013, i Talgo che collegavano questa città a Montpellier sono stati sostituiti da diversi TGV.